# Голяник Валентин Платонович
Валентин Платонович Голяник (6 серпня 1938, с. Іванівка (нині Василівка) Кобеляцького району Полтавської області, УРСР — 25 листопада 2020) — український краєзнавець і письменник. Член Кобеляцької районної громадської організації «Літератор», член громадської організації «Кобеляцький краєзнавець».

## Життєпис
Працював водієм 42 роки.
Проживає в селі Перегонівка. З 2003 року є членом Асоціації дослідників голодоморів в Україні, делегат 7—9 з'здів АДГУ. У 74 річницю національної скорботи по жертвах Голодомору 1932—1933 рр. відмічений грамотою Асоціації.

## Відзнаки
- За сумлінну працю в 1970 році нагороджений медаллю «За доблесний труд».
- У 2003 році нагороджений ювілейною медаллю до 200-річчя Кобеляцького повіту.
- У 2007 році за поширення історичної правди серед громадян української нації про Голодомор, нагороджений Президентом України орденом «За заслуги ІII ступеня».[1][2]
- У 2010 році рішенням сесії Кобеляцької районної ради присвоєно звання «Почесного громадянина Кобеляцького району»[3].

## Творчість
Про значущість його книг говорять рецензії, зокрема, рецензія Павла Загребельного на книжку «Трагічні сторінки моєї Вітчизни»:
|  | «...простіше і доцільніше було б зобов'язати президентським указом всіх голів обласних і районних адміністрацій, замість тратити державні гроші на службові мерседеси і лексуси, профінансувати видання бодай отаких скромних мартирологів, як оце уклав Валентин Голяник. Не письменник, не журналіст, не кар'єрний історик із столичного інституту національної пам'яті..., а простий шофер з села Перегонівки Кобеляцького району сів на велосипед, об'їздив усі села свого району, за площею більшого, ніж велике герцогство Люксембургське, знайшов там ще живих свідків Голоду 33-го, написав їхні розповіді, уклав списки померлих і за сприяння нашого славетного народного лікаря Миколи Касьяна видав книжечку з іменами тих, хто вже ніколи не заговорить, не обізветься до нас, не назове світові своїх батьківських прізвищ». Павло Загребельний, березень 2008 р. |

## Доробок
Автор книг
- «Трагічні сторінки моєї Вітчизни. Голод 1932—1933 років у Кобеляцькому районі на Полтавщині»  (2013),
- «Від Кобеляк до Кобеляк через станцію Арциз і Дружба»
- «У П´ятигорську»
- «Am Rinh»
- «Повість про батька»
- «Заради життя на землі»  (2013) та інших.